# Westerwälder Braunkohlerevier

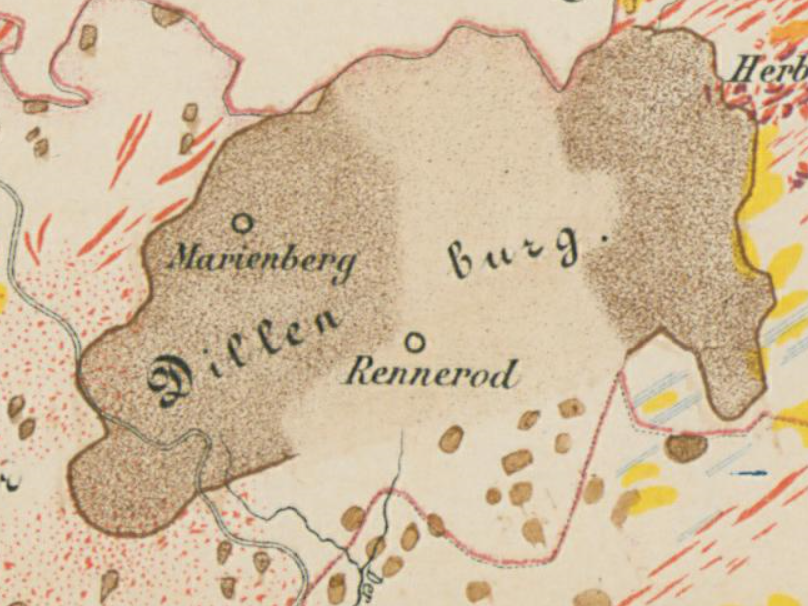
Kartenausschnitt der Übersicht der Mineralvorkommen im Regierungsbezierk Wiesbaden von 1877, mit dem Westerwälder Braunkohlerevier

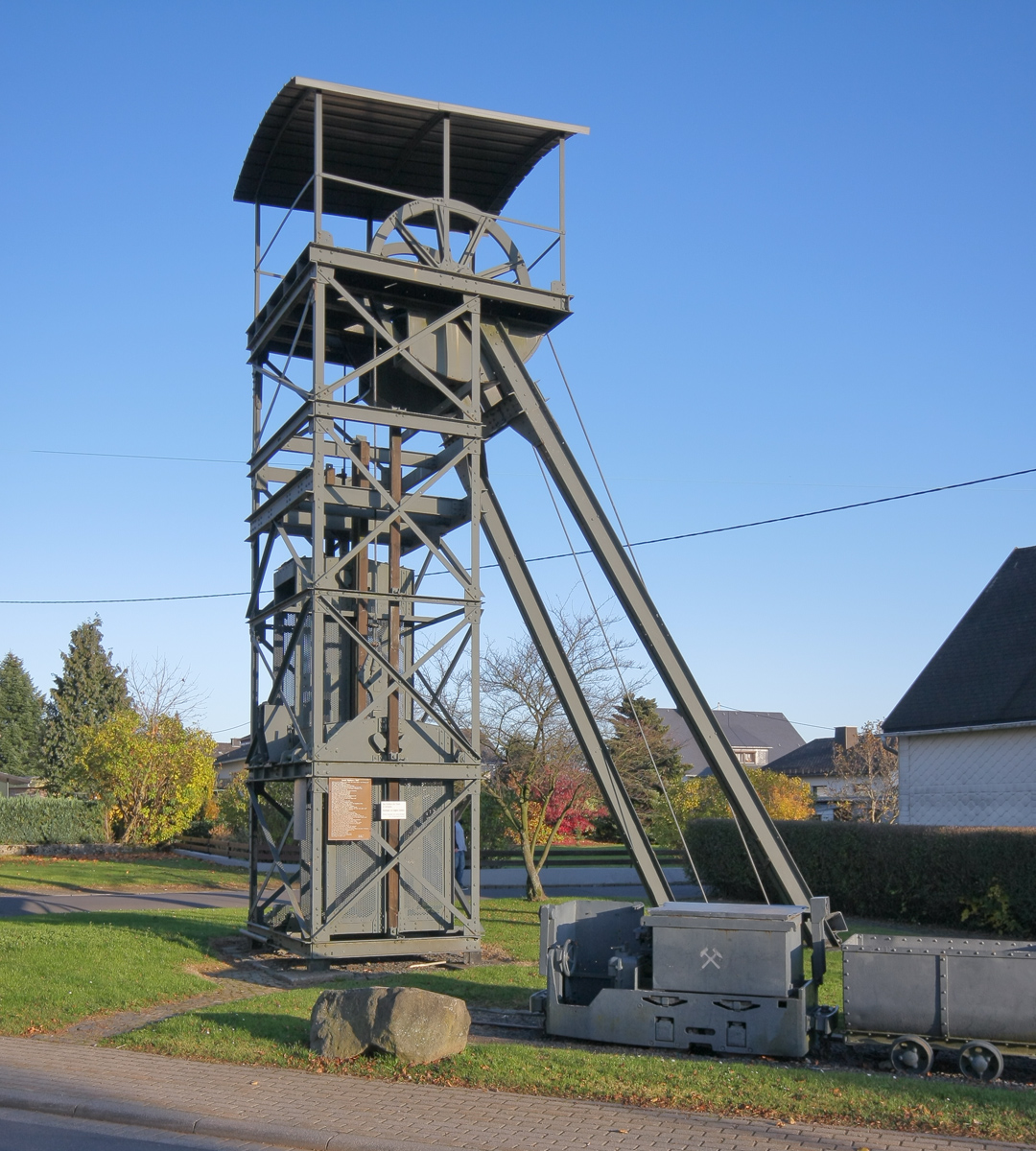
Teil eines Förderturmes und einer Grubenbahn der Grube Alexandria, des größten und letzten Bergwerkes des Reviers
(als Industriedenkmal in Höhn aufgestellt)

Das Westerwälder Braunkohlerevier ist ein Bergbaurevier im Westerwald, in dem vom 16. bis ins 20. Jahrhundert Braunkohle gewonnen wurde. Der Schwerpunkt der Lagerstätten liegt im Hoch- und Oberwesterwald um Westerburg und Bad Marienberg (Rheinland-Pfalz) sowie weiter östlich bei Breitscheid (Hessen).
Das Braunkohlerevier überschneidet sich geographisch mit Abbaugebieten anderer Bodenschätze, insbesondere Basalt, Quarzit, Ton und Eisenstein. Letztere Lagerstätten gehören zum Siegerländer Erzrevier. In einigen Fällen wurden Ton und Braunkohle aus derselben Grube gefördert.

## Entstehung und geologischer Hintergrund

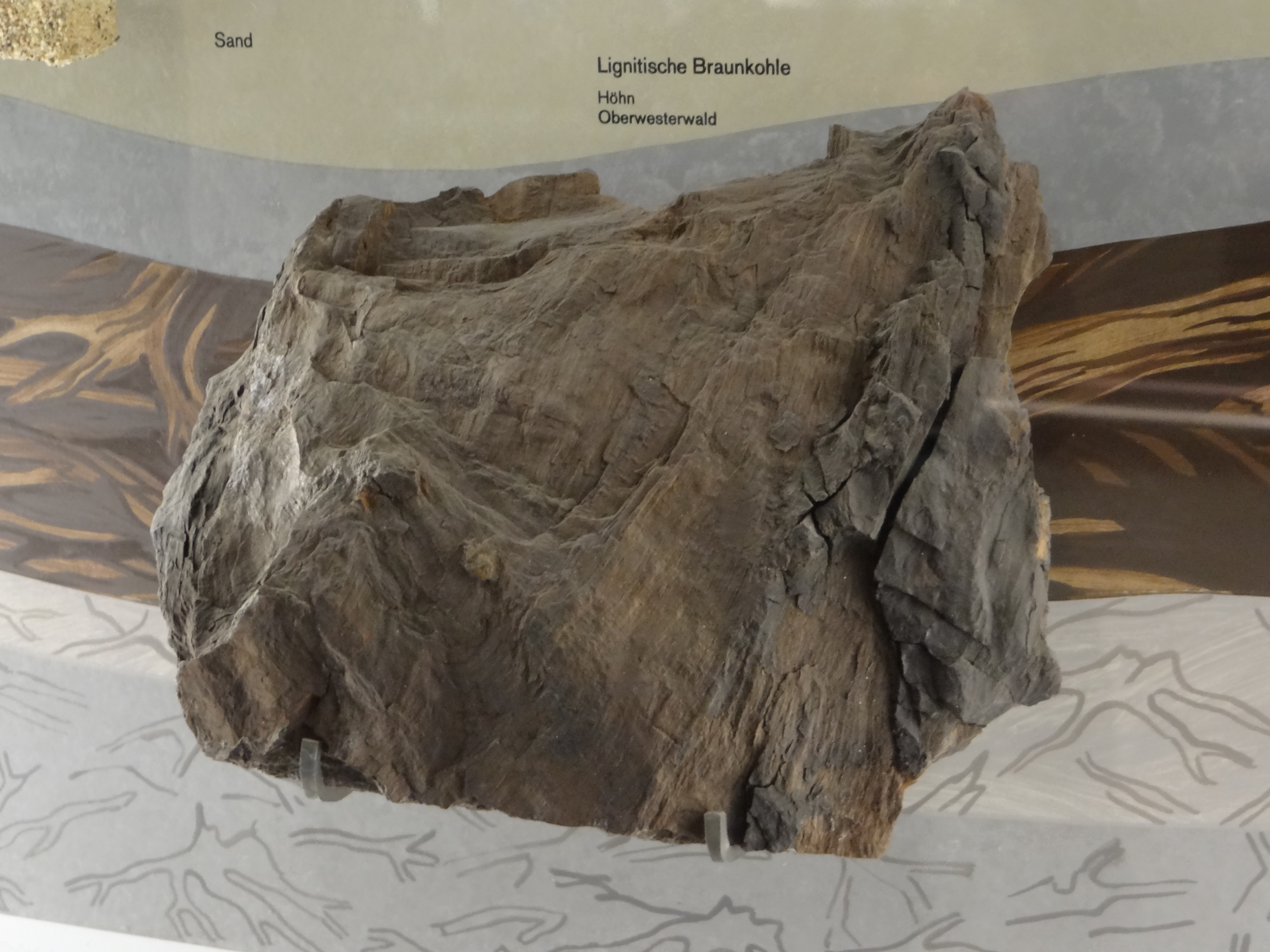
Lignitische Braunkohle aus Höhn
(Deutsches Bergbau-Museum Bochum)

Die Braunkohlevorkommen des Westerwaldes entstanden im Miozän (vor etwa 26 bis 9 Millionen Jahren), als sich in Einsenkungen in der Basalthochfläche des Hohen Westerwaldes Sümpfe und Moore bildeten. Unter und zwischen den Braunkohleflözen liegen sandige und tonige Schichten aus der Verwitterung von Grauwacke und Schiefer. Teilweise sind die kohleführenden Schichten wiederum durch eine Decke aus Basaltgestein überlagert.
Im Westerwald lassen sich zwei Arten von Braunkohle unterscheiden:
1. Weichbraunkohle: Diese Kohle ist aufgrund des geringen Alters wenig inkohlt. Die Konsistenz ist weich, faserig und torfartig („Moorkohle“). Der Wassergehalt ist sehr hoch (bis etwa 50 %),[6] der Heizwert entsprechend gering. Da die Kohle wegen ihrer geringen Festigkeit leicht zu „Kohlenklein“ (Grus) zerfiel, wurde sie zur besseren Handhabung mit Lehm vermischt, zu Ballen geformt und an der Sonne getrocknet.[1]
2. Hartbraunkohle: An einigen Orten, insbesondere dort, wo die Flöze durch vulkanisches Deckgebirge aus Basalt überlagert wurden (beispielsweise in der Grube Alexandria), ist die Kohle lignitisch, eichenholzartig[7] und teilweise so hart, dass der Vortrieb durch Schießen (Sprengen) erfolgen musste.[1] Durch den geothermischen Einfluss des Vulkangesteins trat eine erhebliche Beschleunigung der Inkohlung ein. Die Kohle hat einen – für eine so junge Braunkohle – ungewöhnlich geringen Wassergehalt von etwa 30-35 %,[6] und dadurch einen hohen Heizwert. Dank der festen Konsistenz konnte die Kohle in stückiger Form transportiert und verarbeitet werden.

Geologisch verwandt mit den Braunkohlevorkommen ist die als Fossilienfundplatz bekannte Ölschieferlagerstätte Stöffel bei Enspel.

## Geschichte

### Anfänge (16. bis 18. Jahrhundert)
Erste Berichte über Kohlevorkommen im Westerwald reichen bis ins 16. Jahrhundert zurück. An Hängen, wo Flöze an die Oberfläche ausbissen, und in darunterliegenden Bach- und Flussbetten fand man Braunkohlestückchen, und auch in Steinbrüchen war man beim Abbau auf „unterirdisches Holz“ gestoßen. Wegen der holzartigen Struktur wurde die lignitische Kohle auch „Holzkohle“ genannt (siehe Kartenausschnitt unten) – nicht zu verwechseln mit in Meilern verkohltem Holz. Da zu dieser Zeit der Brennstoffbedarf durch Holz gedeckt wurde, blieb die Kohle zunächst ungenutzt.
Mitte des 17. Jahrhunderts wurde unter Fürst Johann Ludwig von Nassau-Hadamar bei Höhn ein erster Versuch unternommen, Kohle aus einer Grube zu gewinnen; wegen Problemen mit der Wasserhaltung, und da die Kohle nicht die erhoffte Qualität aufwies, wurde das Vorhaben bald wieder aufgegeben.
Im 18. Jahrhundert stieg mit dem Einsetzen der Industrialisierung und dem Wachstum der Eisenhütten im Siegerland der Brennstoffbedarf deutlich an, und man machte sich auch im Westerwald auf die Suche nach Kohle. Dabei wurde man an verschiedenen Stellen fündig, etwa bei Höhn, Schönberg, Bach und Stockhausen. Da es sich bei der gefundenen Kohle aber nicht wie erhofft um hochwertige Steinkohle, sondern durchweg nur um Braun- und Moorkohle handelte, die – wie Versuche zeigten – für die Eisenverhüttung ungeeignet war, blieben die Nutzungsmöglichkeiten gering und der wirtschaftliche Erfolg des Kohlebergbaus zunächst aus. Die minderwertige Kohle wurde überwiegend von der niederen Landbevölkerung als Hausbrand verwendet. Auch wurde diese Kohle auf Wiesen und Äckern verbrannt und ihre Asche als Dünger verteilt. Die Gruben dieser Zeit waren überwiegend kleine Kuhlen an der Erdoberfläche, die mit einfachen Werkzeugen gegraben wurden; selten nur wurden kurze Stollen angelegt. Eindringendes Grubenwasser wurde durch oberirdische Gräben („Röschen“) abgeführt.

### Wachstum und Blüte (19. bis 20. Jahrhundert)

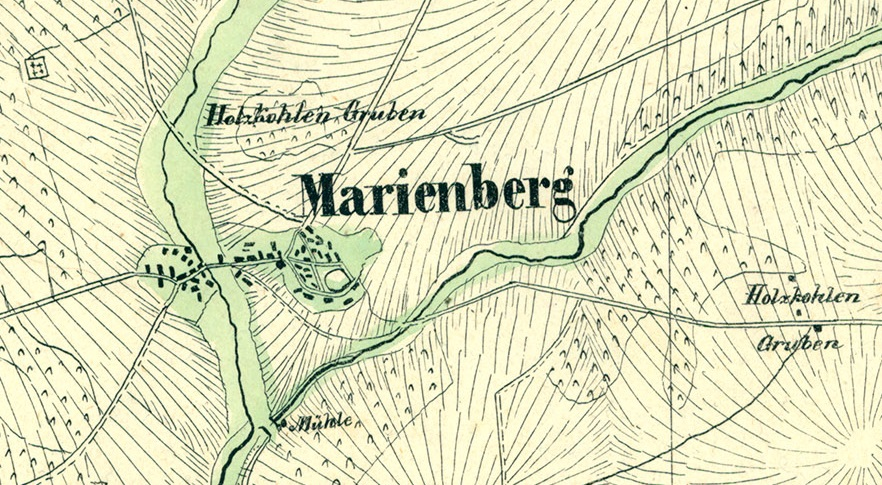
„Holzkohlen-Gruben“ bei Marienberg Anfang des 19. Jahrhunderts (Kartenausschnitt von 1819)

Im Laufe des 18. und 19. Jahrhunderts wurden Holz und Steinkohle immer knapper und teurer, wodurch die Braunkohle als Alternative wirtschaftlich zunehmend konkurrenzfähig wurde. Immer mehr bedienten sich nun auch Handwerk und Gewerbe (Bäcker, Bierbrauer, Branntweinbrennereien, Essigfabriken …) des billigen Brennstoffes. Um die Verbrennungseigenschaften zu verbessern, wurde die Kohle teilweise in Meilern – ähnlich wie Holz zu Holzkohle – „verkohlt“. In dieser veredelten Form und in Mischung mit Steinkohle war die Braunkohle auch von Betrieben nutzbar, die einen höheren Heizwert benötigten, wie etwa Schmieden, Schlossereien und vereinzelt sogar Eisenhütten.
Mit der zunehmenden Nachfrage stieg auch der Preis der Braunkohle und in der Folge die Zahl der aufgefahrenen Bergwerke. Mitte des 19. Jahrhunderts gab es bereits 22 Bergwerke, die jährlich etwa 50.000 Tonnen Kohle förderten. Zudem ging man immer mehr dazu über, die höherwertige, tieferliegende Hartbraunkohle im Untertagebau mittels Stollen, Schächten und Strecken zu gewinnen.
In der zweiten Hälfte des 19. Jahrhunderts kam es zu einer Konzentration: Kleine, ausgekohlte und unwirtschaftliche Gruben wurden geschlossen, die verbleibenden wurden organisatorisch und baulich zusammengeschlossen. Die Zahl der Gruben wuchs kaum, ging zeitweise sogar zurück, die Zahl der beschäftigten Bergleute und die geförderte Kohlemenge stieg aber deutlich an.
Ende des 19. Jahrhunderts führten Massenstreiks im Ruhrrevier zu einer Verknappung von Steinkohle und zu einem deutlichen Nachfrage- und Preisanstieg bei der Braunkohle. Von diesem profitierte – wenn auch nicht so stark wie andere Braunkohlereviere – auch das Westerwälder Revier beträchtlich.
Der Bau der Westerwaldquerbahn im Jahr 1906, an die in der Folge fast alle großen Gruben angeschlossen wurden, verbesserte die Transport- und Vertriebswege und damit die Absatzmöglichkeiten der Westerwälder Kohle, jedoch nicht so stark wie zuvor erhofft.
Im Jahr 1914 eröffnete die Elektrizitätswerk Westerwald AG (EWAG), der mit der Grube Alexandria in Höhn das größte Bergwerk des Reviers gehörte, neben der Grube ein Elektrizitätswerk, welches bald zum Hauptabnehmer der minderwertigen Westerwälder Braunkohlen wurde, sowie eine Dampfziegelei.

### Niedergang (20. Jahrhundert)
Trotz der genannten Verbesserungen blieb das Westerwälder Revier gegenüber den rasant wachsenden deutschen Steinkohlerevieren (insbes. dem Ruhrrevier) und auch gegenüber dem nahegelegenen Rheinischen Braunkohlerevier in der wirtschaftlichen Entwicklung zurück. Im Vergleich zur Steinkohle waren die Verwendungsmöglichkeiten der Westerwälder Braunkohle zu eingeschränkt; erneute Versuche, die Kohle in der Eisenverhüttung oder zur Verschwelung zu verwenden, waren gescheitert. Im Vergleich zum anderen deutschen Braunkohlerevieren, wo die Kohle kostengünstig im Tagebau gewonnen werden konnte, war der untertägige Abbau im Westerwald weit aufwändiger und teurer.
Zwar trat vor und nach dem Ersten Weltkrieg nochmals ein ähnlich positiver Effekt wie nach den Streiks von 1889 ein, als zunächst der große Bedarf der Rüstungsindustrie und später die fälligen Reparationslieferungen sowie die Besetzung des Rheinlandes und des Ruhrgebietes die Preise für Kohle in die Höhe trieben. Der dadurch bewirkte Aufschwung war aber nur von kurzer Dauer: Die Wirtschaftskrise ab Ende der 1920er-Jahre führte zu einem dramatischen Einbruch der Nachfrage und zu einem Verfall der Preise. Die Westerwälder Kohle konnte gegen das Überangebot an billiger Rheinischer Braunkohle und hochqualitativer Ruhrsteinkohle nicht bestehen. Binnen weniger Jahre wurden fast alle Gruben geschlossen. 1940 waren im ganzen Revier nur noch vier aktive Braunkohlegruben übrig. Der Zweite Weltkrieg brachte den Abbau dann vorübergehend fast vollständig zum Erliegen.
In der Nachkriegszeit zog die Nachfrage nach Kohle wegen des Wiederaufbaus der Industrie und das einsetzende Wirtschaftswunder wieder an, und der Abbau in der Grube Alexandria wurde wieder verstärkt. Kurzzeitig kam es auch zu „wilder“ Kohlengräberei in kleinen Kuhlen; diese wurde aber von Seiten der Bergaufsicht bald unterbunden. Auch gab es einen erneuten Versuch, den Abbau nach dem Vorbild der großen deutschen Braunkohlereviere mit Großgeräten im Tagebauverfahren zu betreiben. Hierfür wurde in Marienberg am Bacher Lay mit einem 45-Tonnen-Bagger (Typ Menck) der Tagebau Neuhaus II aufgeschlossen. Dieser stellte aber bereits nach wenigen Monaten wegen Unwirtschaftlichkeit den Betrieb ein.
Ab 1954 war als letzte verbliebene Grube des Westerwälder Braunkohlereviers nur noch die Schachtanlage Alexandria mit dem angeschlossenen Kraftwerk in Betrieb. Als 1959, nach mehreren Eigentümerwechseln in schneller Folge, die Stilllegung des Kraftwerks in Höhn beschlossen wurde und somit der Hauptabnehmer der Kohle wegfiel, war auch das Ende des Bergbaus absehbar. Etwa zwei Jahre später, im Frühjahr 1961, wurde der Betrieb des letzten Bergwerkes eingestellt.

### Erhaltene Reste
Heute erinnern nur noch Spuren an die langjährige Geschichte des Braunkohlebergbaus im Westerwald:
- einige in Ortschaften als Denkmal aufgestellte Fördergerüste und Geräte, z. B. in Höhn (von Grube Alexandria, siehe Bild), Norken (von Grube Späth)[13] und Kaden (von Grube Anna)[14]
- einige erhaltene Verwaltungs- und Betriebsgebäude, z. B. das der Grube Anna[14] in Kaden oder die Ruine des Kraftwerks in Höhn
- zahlreiche Pingen und Bergehalden im Bereich der ehemaligen Grubengelände

## Liste von Bergwerken
Die folgende unvollständige Liste enthält Bergwerke des Westerwälder Braunkohlereviers.
unterteilt in die Kreise Siegen-Wittgenstein, Altenkirchen, Lahn-Dill-Kreis, Westerwaldkreis und Limburg-Weilburg sowie die dortigen Städte und Gemeinden bzw. Verbandsgemeinden.
Überwiegend waren diese dem Bergrevier Dillenburg zugehörig:

### Landkreis Altenkirchen (Rheinland-Pfalz)
| Name des Bergwerks (Grube, Zeche) | Gemeinde              | Ortsteil     | Lage | Beginn     | Ende | Bemerkungen / Quellen | Bild |
| --------------------------------- | --------------------- | ------------ | ---- | ---------- | ---- | --- | ---- |
| Adolfsburg                        | Daaden-Herdorf        | Emmerzhausen | ⊙    | 1846       | 1948 | Stollen am Stegskopf; verliehen am 23.3.1847; Betriebszeiten: 1847-72, 1903–11, 1921–24, -1948; Förderung: 1847-72 - 1.400 t/Jahr. 1920-24 - 5.473 t, 2.WK - 5.488 t, 1946-48 - 125 t; Stollenlänge am 31.12.1947 von 400 m |      |
| Antonsglück                       | Daaden-Herdorf        | Nisterberg   |      | 1891 (vor) |      | Schacht bei Nisterberg |      |
| Fortuna II                        | Betzdorf-Gebhardshain | Nauroth      | ⊙    |            |      | [ 18 ] |      |
| Gustavsegen                       | Betzdorf-Gebhardshain | Nisterberg   |      | 1891 (vor) |      | Schacht bei Nisterberg |      |
| Habsburg                          | Betzdorf-Gebhardshain | Nisterberg   |      | 1873-06-05 |      | [ 19 ] [ 17 ] |      |
| Habsburg II                       | Betzdorf-Gebhardshain | Nisterberg   | ⊙    | 1876-12-13 |      | [ 19 ] |      |
| Oswald I-IX                       | Betzdorf-Gebhardshain | Nisterberg   | ⊙    | 1891 (vor) |      | Schacht östlich von Nisterberg |      |
| Schützenhof                       | Betzdorf-Gebhardshain | Nisterberg   | ⊙    | 1891 (vor) |      | [ 17 ] |      |

### Kreis Siegen-Wittgenstein (NRW)
| Name des Bergwerks (Grube, Zeche) | Gemeinde | Ortsteil                       | Lage | Beginn | Ende       | Bemerkungen / Quellen                                                     | Bild |
| --------------------------------- | -------- | ------------------------------ | ---- | ------ | ---------- | ------------------------------------------------------------------------- | ---- |
| Blücher                           | Burbach  | Oberdresselndorf               |      | 1804   |            | Grubenfeld                                                                |      |
| Blücher IV                        | Burbach  | Oberdresselndorf               |      | 1804   |            | Grubenfeld                                                                |      |
| Concordia II                      | Burbach  | Niederdresselndorf             | ⊙    | 1841   | 1857       | 3 Stollen                                                                 |      |
| Fortuna                           | Burbach  | Oberdresselndorf / Rabenscheid | ⊙    |        | 1891 (vor) | 3 Stollen östlich von Liebenscheid links- und rechtseits des Winterbaches |      |

### Lahn-Dill-Kreis (Hessen)
| Name des Bergwerks (Grube, Zeche) | Gemeinde     | Ortsteil                   | Lage | Beginn      | Ende    | Bemerkungen / Quellen | Bild |
| --------------------------------- | ------------ | -------------------------- | ---- | ----------- | ------- | --- | ---- |
| Bierhain                          | Greifenstein | Greifenstein               | ⊙    | 1866        | 1867    | Kohle schlechter Qualität, daher nur kurzzeitiger Abbau; Kohle schlechter Qualität, daher nur kurzzeitiger Abbau |      |
| Blücher I                         | Haiger       | Langenaubach               |      | 1804        |         | Grubenfeld |      |
| Blücher II                        | Haiger       | Langenaubach               |      | 1804        |         | Grubenfeld |      |
| Blücher III                       | Haiger       | Langenaubach               |      | 1804        |         | Grubenfeld |      |
| Burghof                           | Driedorf     | Driedorf / Heisterberg     |      |             |         | Grubenfeld zwischen Heisterberg und Driedorf |      |
| Elisabeth                         | Breitscheid  | Breitscheid                |      |             | 1907    | nordöstlich von Gusternhain im Feld Kohlensegen |      |
| Engländer Grube                   | Breitscheid  | Breitscheid                |      | 18. Jh      |         | Stollen; ab 1.11.1889 zu Gailsgruben; Grubenfeld auf Breitscheider Gemarkung gen Langenaubach; Vereinigung mit Trieschberg (gleiches Flöz) |      |
| Franz Glück                       | Breitscheid  | Breitscheid                |      |             |         | nordöstlich von Gusternhain im Feld Kohlensegen |      |
| Ferdinandsglück                   | Herborn      | Roth?                      |      |             |         | Betrieb im Feld Hermann mit eher minderwertiger Kohle |      |
| Frühling I                        | Greifenstein | Rodenroth                  | ⊙    |             | 1875    | [ 26 ] [ 27 ] |      |
| Frühling V                        | Greifenstein | Rodenroth                  |      |             | 1875    | [ 26 ] |      |
| Gailsgruben                       | Breitscheid  | Breitscheid                |      | 1889-11-01  |         | Stollen; Grubenfeld auf Breitscheider Gemarkung, Vereinigung von Trieschberg mit Engländer Grube |      |
| Germania I-VIII                   | Driedorf     | Münchhausen                | ⊙    |             |         | Kein Abbau |      |
| Heistern                          | Driedorf     | Driedorf                   | ⊙    | 1845-09-19  | 1885    | Am 19.09.1845 verliehen; vergrößert am 21. März 1851; erweitert am 27.12.1869; auch in den Heistern genannt; mindestens 3 Stollen. |      |
| Herkules I                        | Greifenstein | Odersberg                  | ⊙    |             |         | Vorkommen nordwestlich Odersberg von geringer Bedeutung. |      |
| Hermann                           | Herborn      | Roth                       | ⊙    |             |         | Betrieb im Feld Hermann mit eher minderwertiger Kohle |      |
| Hermann                           | Herborn      | Roth?                      |      |             |         | Riesiges Grubenfeld, welches sich von Breitscheid bis über Roth erstreckt |      |
| Kohlensegen                       | Breitscheid  | Breitscheid                | ⊙    | 1850 (um)   | 1907    | Schacht. Stollen ca. 1 km östlich von Gusternhain. Auch auf Ton verliehen. Soll als Geotop in den Geopark Westerwald-Lahn-Taunus eingebunden werden. |      |
| Ludwig Haas I                     | Breitscheid  | Rabenscheid                | ⊙    | 1749        | 1924/25 | Schacht zwischen Langenaubach und Rabenscheid am Aubach. Ging hervor aus der Teilung des Feldes Ludwig Haas. Betriebszeiten: 1749–1768,? - 1924/25 |      |
| Ludwig Haas II                    | Breitscheid  | Rabenscheid                | ⊙    | 1749        | 1924/25 | Stollen zwischen Langenaubach und Rabenscheid am Aubach. Ging hervor aus der Teilung des Feldes Ludwig Haas. Betriebszeiten: 1749–1768,? - 1924/25 |      |
| Ludwigs Zuversicht                | Breitscheid  | Breitscheid                | ⊙    | 1762        | 1953    | Betreiber: ab 1900 Westerwälder Thonindustrie in Breitscheid (unter dem Namen Phoenix-Glück auf!). 1900 Beginn eines Stollens (Neuer Stollen bzw. Phönixstollen) mit 900 m Länge. Letzte Bergbauversuche 1956-59.                                                            |      |
| Marianne                          | Haiger       | Langenaubach               |      | 1804        | 1945    | auch Mariane geschrieben; Stollen, später Schacht; zwei Flöze von 1 m und 1,2 m Stärke |      |
| Phoenix-Glück                     | Breitscheid  | Breitscheid                |      | 1900        | 1953    | siehe Ludwigs Zuversicht |      |
| Schenkenhain                      | Herborn      | Schönbach                  |      |             |         | Grubenfeld bei |      |
| Simson I                          | Greifenstein | Odersberg                  |      |             |         | Vorkommen nordwestlich Odersberg von geringer Bedeutung. |      |
| Trieschberg                       | Breitscheid  | Breitscheid / Langenaubach | ⊙    | 1762        | 1889    | 1762 angesetzter Stollen bei Langenaubach in der Nähe des Steinbruchs Hohebühl auf ca. 493 m.ü.NN. Grubenfeld auf Breitscheider Gemarkung. Auch auf Ton verliehen. Durchschlägig mit Ludwigs Zuversicht 1877. Betriebszeiten: 1762-?, 1837–1889; ab 1.11.1889 zu Gailsgruben |      |
| Ulk                               | Driedorf     | Driedorf                   |      |             |         | Grubenfeld zur Gewerkschaft Wohlfahrt gehörig |      |
| Vereinigung I                     | Driedorf     | Driedorf                   |      |             |         | Grubenfeld zwischen Heisterberg und Driedorf |      |
| Wohlfahrt                         | Breitscheid  | Breitscheid                | ⊙    | 1867        |         | bei Gusternhain; nicht zu verwechseln mit der Tongrube Wohlfahrt bei Allendorf. Stollen im Amdorftal. Schacht neben der Straße. |      |
| Zeilers Zuversicht                | Breitscheid  | Breitscheid                | ⊙    | 1832 (nach) |         | südlich von Langenaubach, Richtung Medenbach |      |

### Landkreis Limburg-Weilburg(Hessen)
| Name des Bergwerks (Grube, Zeche) | Gemeinde       | Ortsteil                | Lage | Beginn     | Ende  | Bemerkungen / Quellen                                                                                   | Bild |
| --------------------------------- | -------------- | ----------------------- | ---- | ---------- | ----- | --- | ---- |
| Alterkeller                       | Waldbrunn      | Lahr                    | ⊙    |            |       | [ 18 ]                                                                                                  |      |
| Beharrlichkeit III                | Mengerskirchen | Mengerskirchen          |      |            |       | [ 20 ]                                                                                                  |      |
| Daniel II                         | Waldbrunn      | Füssingen               | ⊙    |            |       | [ 18 ]                                                                                                  |      |
| Emmi                              | Mengerskirchen | Winkels                 | ⊙    |            |       | am Hansenberg nördlich Winkels                                                                          |      |
| Fritz III                         | Waldbrunn      | Hausen                  |      |            |       | Schacht                                                                                                 |      |
| Fritz IV                          | Waldbrunn      | Hausen                  |      |            |       | [ 20 ]                                                                                                  |      |
| Gabe Gottes                       | Waldbrunn      | Ellar                   |      | 1870-05-16 | 1949  | gemutet am 16.5.1870; verliehen am 14.7.1870                                                            |      |
| Hanibal                           | Waldbrunn      | Hausen                  |      |            |       | [ 20 ]                                                                                                  |      |
| Henriette III                     | Waldbrunn      | Hausen                  |      |            |       | [ 20 ]                                                                                                  |      |
| Honigborn                         | Merenberg      | Merenberg               | ⊙    |            |       | östlich von Merenberg; mehrere Schächte; Flöz bis zu 2 m mächtig; 1917 Schachtg                         |      |
| Lahr                              | Waldbrunn      | Lahr                    |      | 1850       | 1949  | Stillstand 1917 – 1.12.1946; 150 Belegschaftsmitglieder                                                 |      |
| Marienmoos?                       | Langendernbach | Langendernbach          | ⊙    |            |       | [ 41 ]                                                                                                  |      |
| Prinz Adolf                       | Merenberg      | Merenberg               | ⊙    |            |       | östlich von Merenberg; Abbau mittels ca. 30 Schächte und einen Stollen auf das 1-1,5 m starke Hauptflöz |      |
| Otto V                            | Mengerskirchen | Mengerskirchen / Elsoff |      |            |       | [ 20 ]                                                                                                  |      |
| Rudolph II                        | Waldbrunn      | Hausen                  |      |            |       | [ 20 ]                                                                                                  |      |
| Segen Dernbachs                   | Langendernbach | Langendernbach          | ⊙    | 1651       | 1837? | 1824 Stollen; Betriebszeiten: 1651, 1824-1837                                                           |      |
| Socrates                          | Mengerskirchen | Hausen                  |      |            |       | [ 20 ]                                                                                                  |      |
| Solon I                           | Mengerskirchen | Hausen                  |      |            |       | [ 20 ]                                                                                                  |      |
| Stund                             | Langendernbach | Langendernbach          | ⊙    | 1967-04-01 |       | gemutet am 1.4.1867; verliehen am 8.9.1969                                                              |      |
| Victoria V                        | Dornburg       | Dorndorf                | ⊙    | 1890 (vor) |       | Schacht                                                                                                 |      |
| Zufriedenheit I                   | Mengerskirchen | Mengerskirchen          |      |            |       | [ 20 ]                                                                                                  |      |

### Landkreis Neuwied(Rheinland-Pfalz)

#### Dierdorf
| Name des Bergwerks (Grube, Zeche) | Ortsteil   | Lage | Beginn | Ende | Bemerkungen / Quellen                                                                                                 | Bild |
| --------------------------------- | ---------- | ---- | ------ | ---- | --- | ---- |
| Aurora I-IV                       | Dierdorf   |      |        | 1871 | Auch Förderung von Eisenerz. Förderung 1871 100 t Kohle und 15 t Eisenerz. Zwei Flözbänke von 1,1 m und 0,5 m Stärke. |      |
| Georg                             | Giershofen | ⊙    | 1834   | 1859 | beim Rother Hof; 1921 erneuter erfolgloser Versuch; Gesamtförderung ca. 50.000 t                                      |      |

#### Rengsdorf-Waldbreitbach
| Name des Bergwerks (Grube, Zeche) | Ortsteil | Lage | Beginn | Ende | Bemerkungen / Quellen                                           | Bild |
| --------------------------------- | -------- | ---- | ------ | ---- | --------------------------------------------------------------- | ---- |
| Kreuzkirch                        | Melsbach |      | 1742   | 1875 | 2 Stollen und Reifenschächte. Jahresförderung von 1.000-1.800 t |      |

### Westerwaldkreis (Rheinland-Pfalz)

#### Bad Marienberg
| Name des Bergwerks (Grube, Zeche) | Ortsteil                            | Lage | Beginn     | Ende        | Bemerkungen / Quellen | Bild |
| --------------------------------- | ----------------------------------- | ---- | ---------- | ----------- | --- | ---- |
| Adolph                            | Oberroßbach / Hof                   | ⊙    | 1891 (vor) | 1906        | auch Adolfzeche genannt; auf dem Niederfeld zwischen Fehl-Ritzhausen und Hof |      |
| Auf’m Feitz                       | Hof                                 |      |            | 1890 (vor)  | 1890 nicht mehr in Betrieb |      |
| Bach                              | Nisterau                            |      | 1880 (vor) |             | Feld nördlich von Nisterau; 1880 von Thyssen erworben |      |
| Bacher Brunnenfeld                | Nisterau                            |      |            |             | Feld nördlich von Nisterau |      |
| Birke                             | Bad Marienberg                      |      | 1771 (um)  |             | [ 43 ] [ 44 ] |      |
| Concordia                         | Unnau                               | ⊙    | 1745       | 1923 (nach) | Stollen in der „Hinteren Eichwiese“ (Gemarkung Unnau) auf der Marienberger Höhe zwischen Unnau, Bölsberg, Kirburg und Bad Marienberg. Die Grube lieferte Kohle für den Eisenhammer bei Nister. Betreiber später vorübergehend „Gewerkschaft Neuhaus II“. Zahlreiche Halden im ehemaligen Grubengelände; Förderung 1923 - 2.100 t |      |
| Eintracht IV                      | Bad Marienberg                      |      |            | 1928        | Stollen am Bacher-Lay-Weg |      |
| Erle                              | Bad Marienberg                      |      | 1771 (um)  |             | [ 43 ] [ 44 ] |      |
| Fortuna II                        | Neuenkhausen                        |      |            |             | [ 47 ] |      |
| Franzglück I                      | Unnau                               |      |            |             | Schacht südöstlich von Unnau |      |
| Glückauf                          | Kirburg                             | ⊙?   | 1867-05-27 |             | |      |
| Glanzkohle                        | Bad Marienberg                      |      |            |             | [ 20 ] |      |
| Glückauf I                        | Norken / Nauroth                    |      |            |             | [ 47 ] |      |
| Hainbuche                         | Bad Marienberg                      |      | 1771 (um)  |             | [ 43 ] [ 44 ] |      |
| Henriettenthal II                 | Neuenkhausen                        |      |            |             | [ 47 ] |      |
| Hermann(szeche)                   | Neuenkhausen                        |      |            | 1890 (vor)  | 1890 nicht mehr in Betrieb |      |
| Hilpischmühler Stollen            | Bad Marienberg                      |      | 1780       |             | [ 20 ] [ 48 ] |      |
| Himburg                           | Bach / Nisterau                     |      |            |             | zwischen Bach und Rothenbach-Himburg |      |
| Hermannszeche                     | Hof                                 | ⊙    | 1891 (vor) |             | nördlich von Hof; Wasserstollen auf 520 m üNN |      |
| Hohe Tanne                        | Bad Marienberg                      |      | 1771 (um)  |             | [ 43 ] [ 44 ] |      |
| In der Esch                       | Langenbach                          |      | 1718       | 1730        | [ 49 ] |      |
| Kaiser-Wilhelm-Stollen            | Hahn                                |      |            |             | südlich der Straße Hahn-Höhn/Neu-Hochstein; zur Grube Victoria gehörig |      |
| Karlsglück                        | Stangenrod                          |      |            |             | Schacht |      |
| Kessel                            | Lautzenbrücken                      |      | 1867-05-27 |             | gemutet am 27.5.1867; verliehen am 1.8.1870 |      |
| Kohlensegen I                     | Hof                                 |      | 1891 (vor) |             | Schacht nördlich von Hof |      |
| Louisiana                         | Stockhausen-Illfurth / Eichenstruth |      | 1920 (um)  |             | zwischen Stockhausen und Eichenstruth, an „Oranien“ grenzend |      |
| Ludwigshoffen                     | Pfuhl                               |      |            |             | Schacht |      |
| Moritz                            | Hof                                 |      | 1880 (vor) | 1947        | 1880 von Thyssen erworben; Abbau auf 100.000 m²; 1925 Betriebseinstellung; 1947 kurzer Betrieb; |      |
| Nauberg                           | Norken / Nauroth                    |      | 1891 (vor) |             | Schacht südlich von Norken |      |
| Neue Hoffnung                     | Langenbach                          | ⊙    | 1802       | 1925        | Unterhalb der Büchtingstraße. Gelände später bekannt als „Bergehalde“. Aufschlussüber zwei Stollen an der schwarzen Nister. Förderung 1923: 10.650 t. |      |
| Neuhaus II                        | Bad Marienberg                      |      | 1950       | 1951        | Tagebau mit Bagger am Bacher-Lay-Weg, nur 3 Monate Betrieb |      |
| Neuhoffnungszeche                 | Norken                              |      | 1891 (vor) |             | Schacht südlich von Norken |      |
| Oranien                           | Stockhausen-Illfurth                | ⊙    | 1747       | 1924        | Vorkommen zwischen Stockhausen und Eichenstruth. Aufschlussüber mind. 2 Stollen (1747) und einen Schacht. Ein Stollen auf 434 m ü NN mit 600 m Länge. |      |
| Paul I                            | Eichenstruth                        |      |            |             | |      |
| Paulsrod                          | Lautzenbrücken                      | ⊙    | 1867(vor)  | 1923        | Stollen; Förderung 1873-1923 3.900 t |      |
| Redlichkeit                       | Hahn                                |      | 1891 (vor) |             | Schacht südwestlich von Hahn |      |
| Segen Gottes                      | Stockhausen-Illfurth / Eichenstruth | ⊙    | 1746       | 1880        | Stollen und Schacht östlich von Großseifen, gegenüber der Grube Alexandria. |      |
| Späth                             | Norken                              | ⊙    |            | 1920er      | Schacht südlich von Norken. Förderwagen an der Westerwaldstraße in Norken erhalten |      |
| Sybille                           | Pfuhl                               |      | 1880 (vor) |             | Konsolidation; 1880 von Thyssen erworben |      |
| Sybille II                        | Pfuhl                               |      |            |             | Schacht |      |
| Unordnung                         | Bad Marienberg                      |      | 1771 (um)  |             | [ 43 ] |      |
| Wilhelmszeche                     | Bach / Nisterau                     | ⊙    | 1746       | 1926        | auch Wilhelm genannt; Maschinenschacht Jacob. Mind. 2 Förderstollen bei Nisterau (Bach), davon einer westl. von Bach auf 485 m üNN - der andere in der nordöstl. Feldecke auf 495 m üNN. Zeitweise mehr als 600 Beschäftigte. Besitzer um 1920 war der Berg- und Hüttenbetrieb Duisburg. Verladestation mit einem extra angelegten Bahnanschluss in Fehl-Ritzhausen. Wasserlösungsstollen 1 km westl. von Bach auf 480 m üNN; Ende der 1940er-Jahre von der Grube Alexandria wieder aufgeschlossen. Förderung 1923 - ca. 150.000 t |      |
| Wilhelmszeche III                 | Zinhain                             |      |            |             | Schacht westl. von Zinhain; südlich von Concordia; kein Abbau bekannt |      |
| Zunzensfreude                     | Bad Marienberg                      |      |            |             | westl. von Bad Marienberg |      |

#### Hachenburg
| Name des Bergwerks (Grube, Zeche) | Ortsgemeinde       | Lage | Beginn     | Ende | Bemerkungen / Quellen                                 | Bild |
| --------------------------------- | ------------------ | ---- | ---------- | ---- | ----------------------------------------------------- | ---- |
| Eichwies                          | Alpenrod           |      | 1875 (um)  |      | [ 51 ] [ 17 ]                                         |      |
| Leopoldine                        | Alpenrod           |      | 1875 (um)  |      | [ 51 ] [ 17 ]                                         |      |
| Ludwigszeche II                   | Alpenrod           |      | 1875 (um)  |      | [ 51 ] [ 17 ]                                         |      |
| Nauberg                           | Nister             |      |            |      | auch auf Eisen verliehen                              |      |
| Redlichkeit I                     | Gehlert            |      | 1875       |      | Mutung                                                |      |
| Redlichkeit II                    | Gehlert            |      | 1875       |      | Mutung                                                |      |
| Redlichkeit III                   | Nister             |      | 1874-10-04 |      | [ 17 ] [ 47 ]                                         |      |
| Redlichkeit IV                    | Nister             |      | 1891 (vor) |      | [ 17 ] [ 47 ]                                         |      |
| Stöffel                           | Nistertal-Büdingen |      | 1867-07-19 |      | Schacht; gemutet am 19.7.1867; verliehen am 17.8.1870 |      |
| Stöffel                           | Nistertal-Büdingen |      | 1867-07-19 |      | Schacht; gemutet am 19.7.1867; verliehen am 17.8.1870 |      |

#### Montabaur
| Name des Bergwerks (Grube, Zeche) | Ortsgemeinde | Lage | Beginn | Ende | Bemerkungen / Quellen | Bild |
| --------------------------------- | ------------ | ---- | ------ | ---- | --------------------- | ---- |
| Sedan II                          | Girod        | ⊙    |        |      | [ 18 ]                |      |

#### Rennerod
| Name des Bergwerks (Grube, Zeche) | Ortsteil                     | Lage | Beginn     | Ende | Bemerkungen / Quellen                   | Bild |
| --------------------------------- | ---------------------------- | ---- | ---------- | ---- | --------------------------------------- | ---- |
| Adolf                             | Oberroßbach                  |      |            |      | [ 20 ]                                  |      |
| Amalia I                          | Elsoff                       |      |            |      | Schacht                                 |      |
| Augusta II                        | Neunkirchen                  |      |            |      | Schacht auf 320 m üNN                   |      |
| Augusta VII                       | Elsoff-Mittelhofen           |      |            |      | [ 20 ]                                  |      |
| Aurora II                         | Neunkirchen / Mengerskirchen |      |            |      | [ 20 ]                                  |      |
| Christian I-VIII                  | Nister-Möhrendorf            |      | 1891 (vor) |      | nördlich von Nister-Möhrendorf          |      |
| Cyrus III                         | Oberrod                      |      |            |      | Schacht                                 |      |
| Diogenes                          | Elsoff                       |      |            |      | [ 20 ]                                  |      |
| Eintracht III                     | Oberrod                      |      |            |      | Schacht                                 |      |
| Ferdinand I-VIII                  | Homberg                      |      | 1891 (vor) |      | westlich von Homberg                    |      |
| Ferdinand IX                      | Hellenhahn                   |      | 1891 (vor) |      | südlich von Hellehanhn                  |      |
| Fröhlich I-II                     | Rennerod                     |      | 1891 (vor) |      | Schacht am östlichen Rande von Rennerod |      |
| Hellenhahn                        | Schellenberg                 | ⊙    | 1891 (vor) |      | Schacht                                 |      |
| Johannisberg                      | Neunkirchen                  | ⊙    |            |      | [ 52 ] [ 20 ]                           |      |
| Lauternburg                       | Neunkirchen                  |      |            |      | [ 20 ]                                  |      |
| Nero I                            | Elsoff                       |      |            |      | Schacht                                 |      |
| Neuhoffnung VI                    | Elsoff-Mittelhofen           |      |            |      | [ 20 ]                                  |      |
| Niesensfreude I-V                 | Rehe                         |      |            |      | Grubenfelder südlich von Rehe           |      |
| Paul II                           | Elsoff                       |      |            |      | Schacht                                 |      |
| Tyrol I-VI                        | Nister-Möhrendorf            |      | 1891 (vor) |      | nördlich von Nister-Möhrendorf          |      |
| Unverzagt                         | Neunkirchen                  |      |            |      | Schacht auf 310 m üNN                   |      |
| Zufriedenheit                     | Elsoff                       |      |            |      | Schacht                                 |      |

#### Selters
| Name des Bergwerks (Grube, Zeche) | Ortsteil     | Lage | Beginn | Ende | Bemerkungen / Quellen         | Bild |
| --------------------------------- | ------------ | ---- | ------ | ---- | ----------------------------- | ---- |
| Auguste IX                        | Wölferlingen |      |        |      | nördliche des Wölflinger Kopf |      |
| Ida III                           | Wölferlingen |      |        |      | nördliche des Wölflinger Kopf |      |
| Karl I                            | Wölferlingen |      |        |      | nördliche des Wölflinger Kopf |      |
| Friedrich III                     | Wölferlingen |      |        |      | nördliche des Wölflinger Kopf |      |
| Stolzenfels I-VI                  | Hartenfels   |      |        |      | [ 53 ]                        |      |

#### Wallmerod
| Name des Bergwerks (Grube, Zeche) | Ortsteil | Lage | Beginn     | Ende | Bemerkungen / Quellen | Bild |
| --------------------------------- | -------- | ---- | ---------- | ---- | --------------------- | ---- |
| Deutschland                       | Salz     |      | 1890 (vor) |      | [ 42 ]                |      |
| Salz                              | Salz     | ⊙    | 1890 (vor) |      | [ 42 ]                |      |
| Sedan III                         | Salz     |      | 1890 (vor) |      | [ 42 ]                |      |

#### Westerburg
| Name des Bergwerks (Grube, Zeche) | Ortsteil                | Lage                                                                      | Beginn        | Ende    | Bemerkungen / Quellen | Bild |
| --------------------------------- | ----------------------- | ------------------------------------------------------------------------- | ------------- | ------- | --- | ---- |
| Humbold II                        | Bellingen               | ⊙                                                                         |               |         | [ 18 ] |      |
| Paul I                            | Bellingen / Langenhahn  |                                                                           |               |         | Grubenfeld südlich von Bellingen |      |
| Gershasen                         | Sainscheid              |                                                                           |               |         | Grubenfeld zwischen Gershasen und Westerburg |      |
| Franziska                         | Guckheim                | ⊙                                                                         | ? - 1746,? -? |         | Stollen auf 330 m ü NN mit mind. zwei Schächten zwischen Guckheim und Sainscheid. Abbaufläche von ca. 300.000 m². Später Abbau von Tonerde, Flöze in der heutigen Tongrube sichtbar. „Berghaus“ am Guckheimer Ortseingang Richtung Sainscheid ist erhalten. |      |
| Gnade Gottes                      | Hergenroth              | ⊙                                                                         | 1890 (vor)    |         | Schachtanlage Georg (mind. 48 m tief) nördlich von Hergenroth. Abteilung der Konsolidationsgrube Wilhelmsfund; Josefstollen auf 398,5 m üNN. Tieferer Josefstollen auf 388,4 m üNN 300 m lang |      |
| Mähren                            | Guckheim                |                                                                           |               |         | östlich von Mähren |      |
| Mähren II                         | Guckheim                |                                                                           | 1867          |         | verliehen am 24. September 1867; erweitert am 7.4.1870; östlich von Mähren |      |
| Wilhelmsfund                      | Hergenroth              | ⊙                                                                         | 1847 (vor)    |         | Ca. 60 Beschäftigte. Mehrere Stollen (Wilhelmstollen auf 390 m üNN, Reinhardstollen auf 380 m üNN, Alexiostollen auf 410 m üNN …) und Schächte. Abbaufläche von 130.000 qm. Förderung von ca. 20.000 t. |      |
| Alexandria                        | Höhn                    | ⊙                                                                         | 1826-09-29 –  | 1961-04 | Schachtförderung; mind. 4 Schächte (Schacht „Christian“; Schacht "Anna"(92 m Teufe), Schacht IV); Aufschlussim 19. Jh. mittels zweier Stollen auf 450 m üNN; 1891 Grundstollen. Tiefer Wasserstollen auf 400 m üNN an der Nister mit 2,5 km Länge. Tagesanlagen im Dezember 1989 niedergelegt; Förderung 1928 88.000 t, 1900-61 ca. 3,5 Millionen t                   |      |
| Anna (Schacht Anna)               | Höhn                    | ⊙                                                                         |               |         | Schacht der Grube Alexandria |      |
| Christian (Schacht Christian)     | Höhn                    |                                                                           |               |         | Schacht der Grube Alexandria |      |
| Maria (Schacht Maria)             | Höhn                    | ⊙                                                                         |               |         | zwischen Höhn und Ailertchen |      |
| Nassau                            | Höhn                    | ⊙                                                                         | 1780          |         | Grubenfeld zwischen Schönberg und Höhn. Auch Höhner Grube genannt. Zwei Stollen auf 430 m üNN gen Süden. 1829 in Betrieb. Karlsschacht. Elisenschacht. Belegschaft 1797 14-16, 1800 11, 1867 60 Mann. Förderung 1923 - 14.155 t mit 72 Mann, 1924-26 7.000 t mit 39 Mann, 1927 - 8.000 t mit 39 Mann, 1890-1930 ca. 500.00 t Nassauischer Domänenbetrieb              |      |
| Siebert (Siebertsgrube)           | Höhn                    |                                                                           |               |         | J. E. Siebert aus Hadamar war um 1865 Eigentümer der Gruben Alexandria und Eduard |      |
| Viktoria (Victoria)               | Höhn                    | ⊙                                                                         | 1718          |         | Mehrere Einsturz- und Schacht-Pingen, sowie Stollenmundloch und Halden am Nordhang des Neu-Hochsteins (Kackenberg) zwischen Höhn-Schönberg und Hahn. Nach 1870 mehrere Stollen von der Nister her: Tiefer Stollen auf 436,1 m ü NN und der Kaiser-Wilhelm-Stollen auf 438,13 m ü NN. Förderung 1923 - 7.579 t.                                                        |      |
| Waffenfeld                        | Höhn                    | auf dem „Waffenfeld“ zwischen Hellenhahn-Schellenberg und Fehl-Ritzhausen | um 1840–1860  |         | Nassauischer Domänenbetrieb |      |
| Paul                              | Langenhahn              |                                                                           | 1907 (vor)    |         | Betreiber: Gewerkschaft Vulkan |      |
| Gerechtigkeit                     | Stahlhofen              | ⊙                                                                         |               |         | Am Weg von Oellingen nach Stahlhofen. 1907 war Besitzer Otto Nordhaus. Belegschaft von mehr als 100 Bergleuten. Schacht. Oberer Stollen auf 425m üNN im m Sthafbad1tal und Tiefer Stollen im Hüttenbachtal auf 415 m üNN. |      |
| Lothringen                        | Wengenroth              |                                                                           | 1890 (vor)    |         | Grubenfeld südlich von Wilhelmsfund |      |
| Lothringen II                     | Wengenroth              |                                                                           | 1890 (vor)    |         | [ 42 ] |      |
| Christiane                        | Westerburg              |                                                                           | 1850 (um)     |         | Stollen auf 415 m üNN und mehrere Schächte (Förderschacht V, …), davon einer 32 m tief. Abbaufläche von ca. 110.000 m². |      |
| Einigkeit                         | Wengenroth / Westerburg |                                                                           | 1890 (vor)    |         | Stollen südlich von Wilhelmsfund auf 310 m üNN. Abbaufläche von ca. 30.000 m². |      |
| Franz I                           | Westerburg              | ⊙                                                                         | 1890 (vor)    |         | Stollen und mind. 5 Schächte (Maschinenschacht). Abbaufläche von ca. 30.000 m². Förderung 1923: 6.617 t. |      |
| Gute Hoffnung                     | Westerburg              | ⊙                                                                         | 1768 (vor)    | 1925    | Zwei Stollen (nördlicher und südlicher (tiefer)) nordwestlich von Westerburg an der Straße Westerburg-Langenhahn. Gesamtförderung von ca. 180.000 t. |      |
| Sedan III                         | Girkenroth              |                                                                           | 1890 (vor)    |         | Grubenfeld zwischen Lothrigen und Gershasen |      |
| Weltersburg                       | Girkenroth              |                                                                           | 1890 (vor)    |         | Grubenfeld zwischen Lothrigen und Gershasen |      |
| Anna                              | Kaden                   | ⊙                                                                         |               | 1924    | Schachtanlage im heutigen Ortsteil Grube Anna mit 37,65 m Teufe, früher Meiningen. Betreiber: Gewerkschaft „Vulkan“. Kohle wurde per Seilbahn nach Kölbingen gefahren, dort auf die Westerwald-Querbahn verladen. Verwaltungsgebäude ist erhalten. Teil eines Förderturmes und Förderwagen als Denkmal auf dem Dorfplatz von Kaden.                                   |      |
| Eduard (Eduardzeche)              | Kaden / Härtlingen      | ⊙                                                                         | 1829 (vor)    |         | „Zechenhaus“ zwischen Kaden und Härtlingen. Gewerkschaft Dr. Schmieden & Marx aus Berlin, Drahtseilbahn zum Bahnhof Westerburg. Schachtförderung; mind. 6 Schächte (Schacht I – IV). Tiefer Stollen auf 350 m üNN. Tiefer Stollen südlich von Härtlingen auf 340 m üNN. Abbaugebiet ca. 250.000 m² Fläche. Förderung 1921 - 17.618 t. Zur Gewerkschaft Vulkan gehörig |      |
| Härtlingen                        | Härtlingen              |                                                                           | 1890 (vor)    |         | Schacht; zur Gewerkschaft Vulkan gehörig |      |
| Mathilde I                        | Brandscheid             |                                                                           | 1907 (vor)    |         | Grubenfeld |      |
| Schönberg III                     | Sainscheid              |                                                                           | 1890 (vor)    |         | Grubenfeld westlich von Gershasen |      |
| Spatzenburg                       | Härtlingen / Mähren     |                                                                           | 1890 (vor)    |         | Schacht |      |
| Spatzenfeld                       | Kölbingen / Schönberg   |                                                                           |               |         | Grubenfeld westlich von Gershasen |      |
| Stollnfund                        | Willmenroth             |                                                                           | 1890 (vor)    |         | Schacht südlich von Willmenroth |      |

#### Wirges
| Name des Bergwerks (Grube, Zeche) | Ortsteil  | Lage | Beginn | Ende | Bemerkungen / Quellen | Bild |
| --------------------------------- | --------- | ---- | ------ | ---- | --------------------- | ---- |
| Berggarten                        | Siershahn | ⊙    |        |      | [ 18 ]                |      |